# Höchster Schlossfest

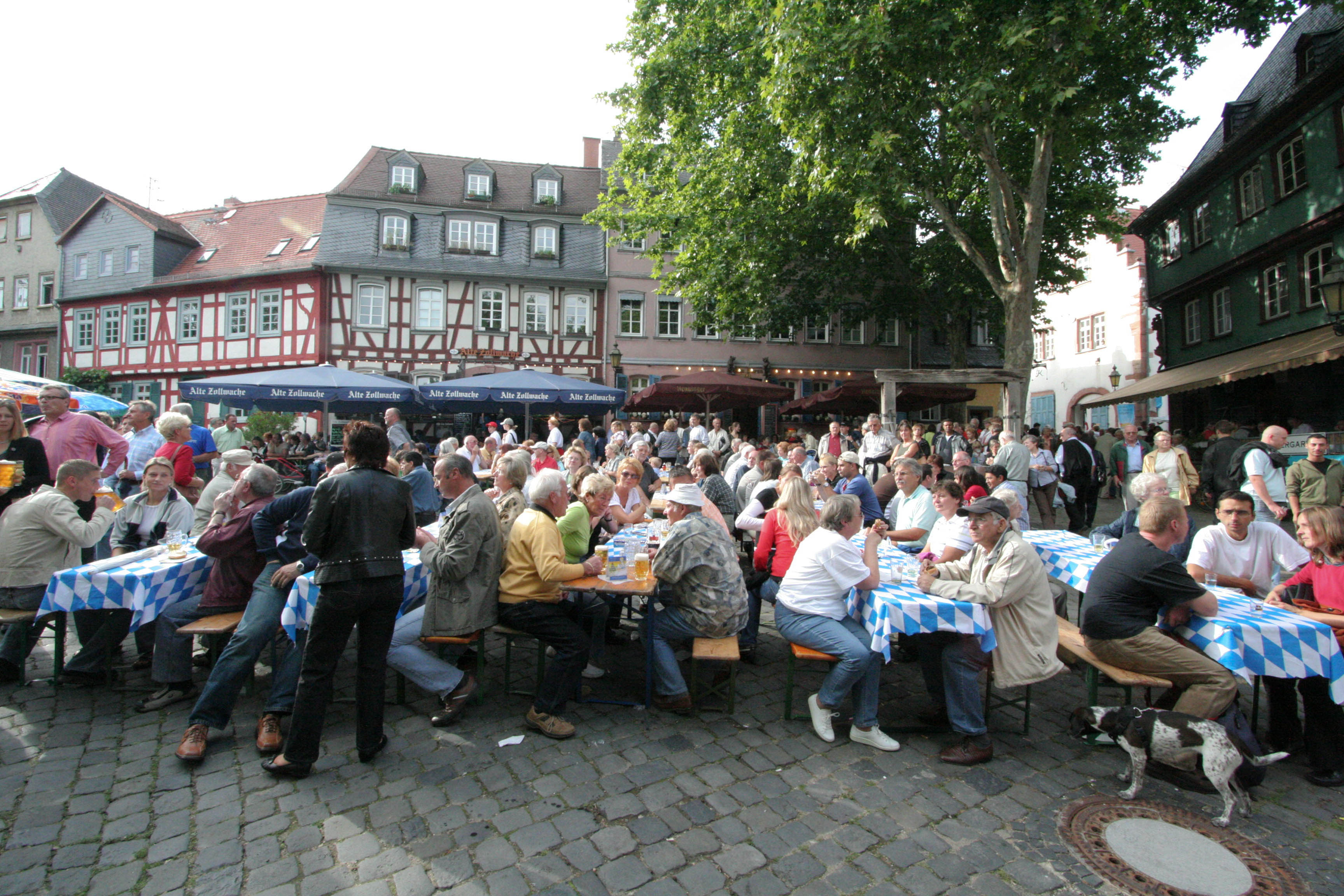
Auf dem Schlossplatz, 2007

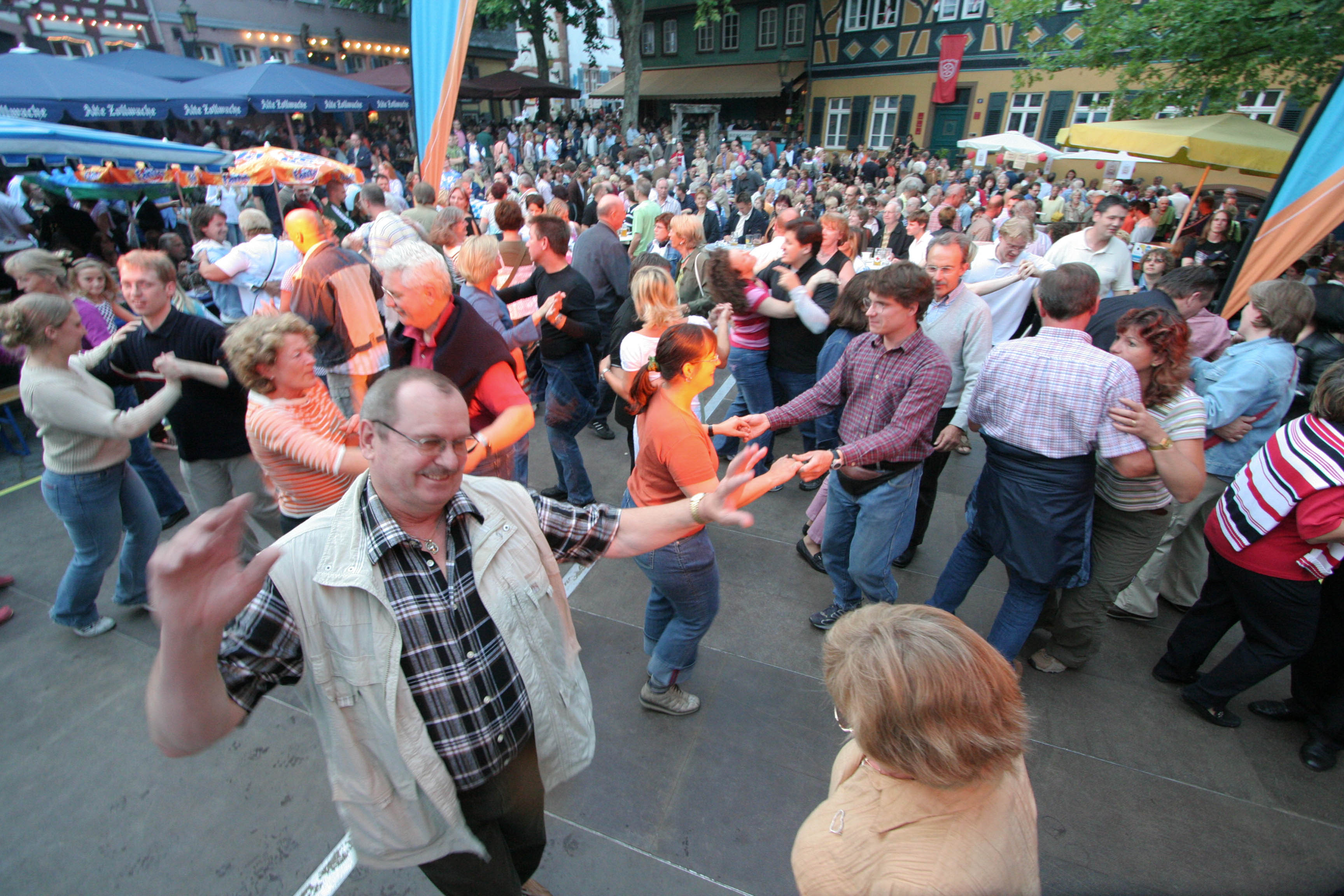
Die Bühne auf dem Schlossplatz, 2007

Das Höchster Schlossfest ist eine kulturell-folkloristische Großveranstaltung im Frankfurter Stadtteil Höchst, die seit 1957 jährlich am ersten Wochenende im Juli beginnt und bis zum folgenden Wochenende stattfindet. Im Mittelpunkt des Festes steht das Schloss in der Höchster Altstadt.
Das Schlossfest wird vom Vereinsring Höchst organisiert. Während des Festes gibt es zahlreiche Veranstaltungen unterschiedlichster Art, die von den Höchster Vereinen, Gewerbetreibenden, Kirchen und zum Teil auch von Privatpersonen durchgeführt werden.
Zu den Höhepunkten der letzten Jahre gehören das Altstadtfest der Vereine, die zahlreichen Freiluftkonzerte, die Orgelkonzerte des Höchster Orgelsommers in der Justinuskirche sowie die Kerb am Mainufer, an deren letztem Abend ein großes Feuerwerk auf dem Main das Schlossfest ausklingen lässt.

## Rose of Tralee
Die Stadt Tralee war im Jahr 2009 Partner des Schlossfest Höchst. Seitdem wird die ‘‘German Rose’’, also die deutsche Kandidatin für die Rose of Tralee regelmäßig auf dem Schlossfest von einer Jury gekürt.